# Utc (klád)
Az Utc a valódi zöldmoszatok (Chlorophyta) Chlorophytina csoportjának kládja. Tagjai az Ulvophyceae, a Trebouxiophyceae és a Chlorophyceae.

## Történet
A rövidítést először Louise A. Lewis és Richard M. McCourt írták le 2004 októberében. E csoport 3 osztályból áll, melyek nevéből a rövidítést képezték, ezek a polifiletikusnak bizonyult Ulvophyceae és Trebouxiophyceae, valamint a monofiletikus Chlorophyceae. A valódi zöldmoszatok koronacsoportjaként az Utc klád mellett a Pedinophyceae és Chlorodendrophyceae osztályokat tartalmazó kládot írták le.
Fučiková et al. 2014-ben javasolták a csoport cseréjét, és a korábban használt „valódizöldmoszat-koronacsoport” megnevezés ismételt használatát javasolták egy nagyobb klád meghatározására, melybe a Pedinophyceae és a Chlorodendrophyceae is tartoznak.

## Genetika
Repetti et al. 2022-ben kimutatták, hogy a Pedinophyceae YPF701 sejtmagi DNS-e a legtöbb prazinofiton klád és a valódi zöldmoszatok koronacsoportjának többi tagja közti méretű, és a prazinofiton kládoktól független pozitív szelekciót támasztottak alá a Pedinophyceae genom-áramvonalasításában. Az Utc kládban ezzel szemben a genom jelentősen nőhetett a Pedinophyceaevel közös őstől való elkülönülés után, számos alapvető funkcióban genetikai újdonságokat hozva. Egyes kládokban (például Picochlorum, Ulva, Caulerpa, Ostreobium) azonban a prazinofiton csoportokhoz hasonlóan, de tőlük függetlenül egyes génontológiai fogalmakhoz tartozó ortocsoportszámaik csökkenhettek.

### ptDNS
A Chlamydomonas ptDNS-e az első szekvenált Chlorophyceae-ptDNS, és az első zöldszíntestűnövény-ptDNS, melyben transzpozont fedeztek fel. E transzpozon a Wendy-elem, melyet Fan, Woelfle és Mosig még 1995-ben. Ennek hossza 203 827 bp,
Az Oedogonium cardiacum ptDNS-e 196 547 bp hosszú, 99 állandó és 4 saját génből áll, génközi szakaszai 22,6%-ot tesznek ki, méretük 22–1721 (átlagosan 370) bázispár, ez a kládba tartozó fotoszintetikus fajok közt a legkisebb arányt és a legkisebb átlagos méretet jelenti. Fordított ismétlődésű szakasza 35 492, nagyobb SC-szakasza (SC1) 80 363, kisebb szakasza (SC2) 45 200 bp. GC-tartalma 29,5%.

## Filogenetika
Bár több korábbi tanulmány szerint az Ulvophyceae parafiletikus, helyzete 2019-ben se volt teljesen egyértelmű – például a Bryopsidales a kloroplasztisz és a mitokondrium fehérjekódoló génjei alapján az Ulvophyceae többi csoportja között van, más géncsoporton alapuló elemzések szerint a Trebouxiophyceae vagy a Chlorodendrophyceae testvércsoportja. Mekvipad és Satjarak 2019-es tanulmányában az Ulvophyceae parafiletikusnak bizonyult 13 mitokondriális és 45 plasztiszgén alapján, ahol is az Oltmannsiellopsis viridis az Ulvophyceae koronacsoportja és a Chlorophyceae által alkotott klád testvércsoportja, de a Chlorophyceae és a Trebouxiophyceae kládok.
A Trebouxiophyceae helyzete is változó használt ptDNS- és mtDNS-adatoktól függően: például a Chlorellales Smith et al. 2011-es és Yan et al. 2015-ös tanulmánya szerint a Trebouxiophyceae-koronacsoport testvércsoportja, míg Turmel et al. 2016-os és Lemieux et al. 2014-es tanulmánya szerint a Chlorellales testvére a Chlorophyceae, az Ulvophyceae és a Trebouxiophyceae-koronacsoport kládja.
18S és 28S rRNS-alapú filogenetika szerint mindhárom csoport klád, de a Chlorophyceae a Trebouxiophyceae és az Ulvophyceae testvércsoportja, vagyis a klád fehérjekódoló génjei evolúciós mintái jelentősen különböznek a plasztisz-rDNS-ekétől.
Egy korábbi feltételezés szerint a Pseudendoclonium a klád bazális nemzetsége lehetett, de ez jóval kevésbé valószínűnek bizonyult 2005-ben annál, mely szerint a Chlamydomonas, illetve a Chlorella testvércsoportja, vagyis e hipotézis elvethetőnek bizonyult.

## Morfológia
Morfológiai diverzitása jelentős: lehet egy- vagy többsejtű, többsejtűként lehet például fonalas vagy magasabb szervezettségű. A többsejtű állapotok az Ulvophyceae és Chlorophyceae osztályokban egyaránt többször is megjelentek. A sejtek morfológiája is változatos: míg az Ulvophyceae és a Trebouxiophyceae sejtjei egyaránt 1 vagy 2 pár ostorral rendelkeznek, egyes Chlorophyceae-fajokéi több százzal is rendelkezhetnek.

## Életciklus
Egyes fajai – például a Chlamydomonas reinhardtii egy- és többsejtű állapot közt váltakozhatnak, és palmelloid kolóniákat alkothat. Ivarosan és ivartalanul is szaporodhat, a kettő együtt kedvező környezetekben egy, Kondrasov 1984-es tanulmányában megjelent hipotézis szerint a mutációs teher mutációkombinációs csökkentése végett történhet, azonban például a C. reinhardtii hosszú távú kutatása ezt cáfolta: a mutációs tisztulás és a rátermettségnövekedés se volt benne számottevő.
Az ivaros szaporodás konjugáció által történik, az ekkor egymás mellé párban álló ivarsejtek a plusz- és a mínusz-ivarsejt.